# Не Эр
Не Эр (кит. трад. 聶耳, упр. 聂耳, пиньинь Niè Ěr, палл. Nie Er, имя при рождении — Не Шоусинь, кит. трад. 聶守信, упр. 聂守信, пиньинь Niè Shǒuxīn, палл. Nie Shouxin; 15 февраля 1912, Куньмин, провинция Юньнань — 17 июля 1935, Фудзисава, Япония) — китайский композитор, автор музыки гимна Китайской Народной Республики.
Интерес к музыке проявлял с детства, во время обучения в школе самостоятельно научился игре на китайских народных инструментах, после службы в армии (1928) обратился к фортепиано и скрипке. В 1931 поступил в труппу Ли Цзиньхуэя «Песни ясной луны» в качестве скрипача. Через два года, уже покинув труппу, Не Эр стал членом Коммунистической партии Китая, к этому времени он уже был известен как композитор музыки к кинофильмам. Вскоре он начал работать со звукозаписывающей компанией в Шанхае, основал симфонический оркестр. В это же время он пишет музыку на текст Тянь Ханя «Марш добровольцев», ставшую впоследствии гимном Китая. Уделял внимание теме проституции и куртизанкам-певичкам «чансань», считая их результатом существования общества потребления.
В 1935, во время пребывания в Японии, Не Эр утонул, купаясь в море. Есть версия, что он убит китайскими националистами.
Известно 37 сочинений Не Эра — революционные и патриотические песни, музыка к кинофильмам, а также опера «Ураган над Янцзы»
В 1959 году китайские кинематографисты сняли фильм «Не Эр», заглавную роль в котором исполнил Чжао Дань.